# Lonely Planet

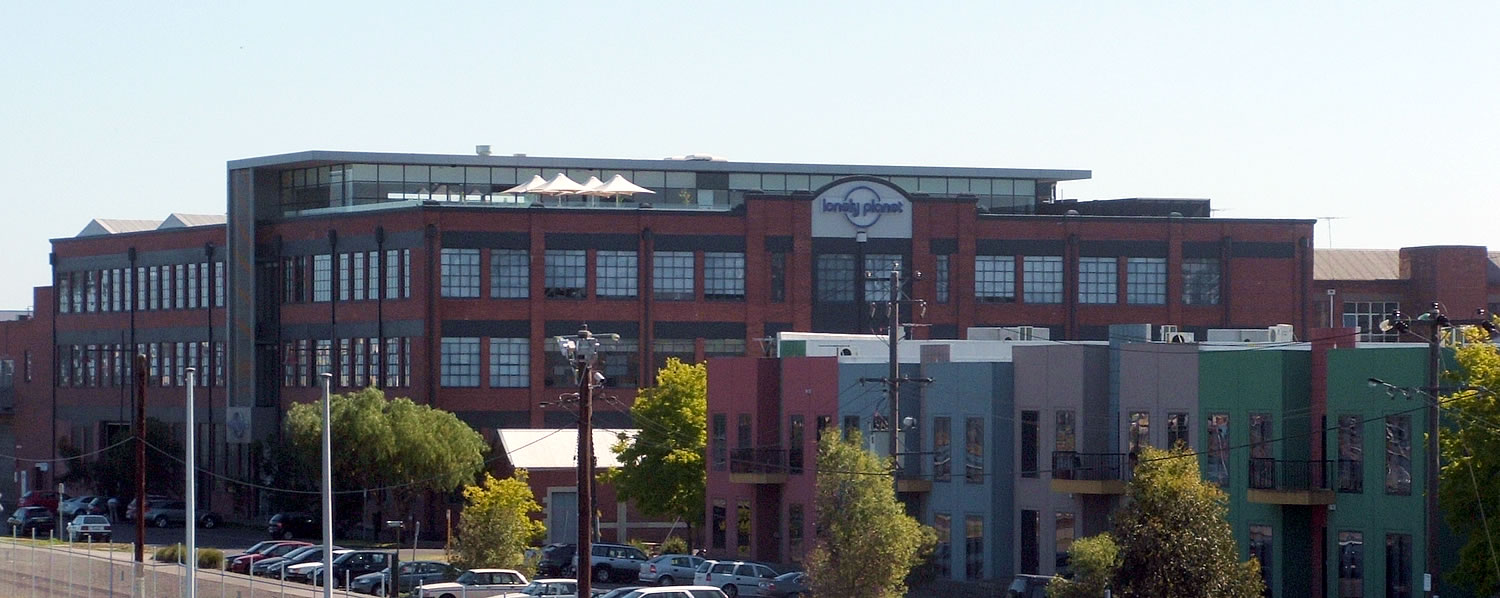
Lonely Planets huvudkontor i Melbourne

Lonely Planet Publications (vanligtvis benämnd Lonely Planet eller LP) är ett bokförlag som ger ut resehandböcker om länder och platser i världen. Deras handböcker är omtyckta av bland andra ryggsäcksturister (back-packers). Fram till 2004 har man sammanlagt publicerat runt 650 titlar om 118 länder med en årlig försäljning av mer än 6 miljoner guideböcker. Lonely Planet har sitt högkvarter i förorten Footscray i Melbourne, Victoria, Australien.

## Historik
När Tony och Maureen Wheeler anlände till Sydney på Annandag jul år 1972 efter en sex månaders lång resa till lands från Europa genom Asien så hade de bara 27 cent kvar tillsammans. År 1973 startade de Lonely Planet Publications och publicerade boken Across Asia on the Cheap. Det var deras historia om resan från London till Australien. Från den guideboken har Lonely Planet växt till världens största oberoende guideboksförlag. Nu publiceras över 500 olika titlar och man har en personalstyrka på 400 personer med kontor i Oakland, London, Paris och Melbourne.

## LP på andra språk
Willma Guides ger under titeln Willmaguide ut svenskspråkiga resehandböcker, som till stora delar bygger på LP:s föregående upplaga genom ett avtal mellan Willma Guides och LP.